# マライア・キャリー
マライア・キャリー（英: Mariah Carey [məˈraɪə ˈkɛəri]、1969年3月27日 - ）は、米国のシンガーソングライター、音楽プロデューサー、女優、慈善活動家である。35年以上の活動で全米1位の史上最多記録を、ソロアーティスト（19曲）、女性作曲家（18曲）、女性音楽プロデューサー（15曲）として持ち、英語圏では『Songbird Supreme（究極の歌姫）』と称され、伝説のヒットメーカーとして12個のギネス記録を保持している。

## 概略
音楽はコンテンポラリー・R&B、ヒップホップ、ゴスペルなどのブラックミュージックを基盤としている。Billboard Hot 100における首位獲得週最多記録保持者であると同時に、現存するアーティストの中で最も全米1位を獲得した人物（1位獲得数は19曲で20曲獲得しているビートルズに次いで歴代2位、1位獲得週は97週間で60週獲得している2位のリアーナ、59週獲得している3位のビートルズに大差をつけている。）として現在も毎年のように記録を塗り替えている。
2022年にSongwriters Hall of Fame（ソングライターの殿堂）に殿堂入りを果たしており、これまでにリリースした数々のヒット曲を含む延200曲以上の作詞作曲を手掛けてきた功績が認められている。
マライアが作詞作曲をした代表曲の1つである「All I Want For Christmas Is You 邦題：恋人たちのクリスマス」は30年以上世界中で1位を獲得しているが、2020年12月15日に初めて全米1位を獲得した。それ以来毎年1位を獲得し続けており、2025年1月の時点で自身の首位獲得週を97週に更新している。また、4つの年代（1990年代、2000年代、2010年代、2020年代）にわたり1位を獲得した史上初のアーティストとなった。同曲の音源は、米国議会図書館が管理する全米録音資料登録簿に永久保存されている。
歌唱力においては、5オクターヴ半（F2〜B7が観測されている）という声域を余すことなく表現に活かしたライヴパフォーマンスと楽曲で知られており、「ローリング・ストーンの選ぶ歴史上最も偉大な200人のシンガー」においては第5位にランクインしている。超高音域のホイッスルボイスや、メリスマ唱法（１音節の発声を複数の音符で彩る歌唱テクニック）の女王と呼ばれている。
2024年7月時点で、グラミー賞（特別賞のGlobal Impact Awardを含め6冠）、World Music Awards（史上最多の19冠）American Music Awards（10冠）、Billboard Music Awards（20冠）、などの世界主要音楽賞を含めた計169賞の受賞歴を誇る。
2025年時点での世界売上は、アルバムセールス2億枚以上、シングルセールス1億2000万枚以上、トータルセールス3億2000万枚以上のセールスを記録している。
1995年にFresh Air Fundと協力しキャンプ・マライアというチャリティー基金団体を設立。30年以上もの間子供達への職業体験イベントやサマーキャンプ、クリスマスイベントを提供している。

## 略歴

### 幼少期〜デビューまで
ベネズエラ系移民の父アルフレッド・ロイ（アフリカ系ベネズエラ人とアフリカ系アメリカ人の血を引く）とアイルランド系アメリカ人の母パトリシア（白人）の間に3人兄弟の末っ子として、ニューヨーク州ロングアイランドに生まれた。両親は、アメリカで白人と黒人が結婚することが合法的に許されるようになってまだ2年という時代に結婚し、マライアと彼女の兄弟はミックス人種として人種差別を受けていた。実兄による家庭内暴力や、中学生の時に実姉に売春宿に売られそうなったり、薬物を飲まされるという過酷な幼少期を過ごした。マライアが3歳の時に両親は離婚しているが、実兄パトリシアを告訴後のインタビューやスピーチ、自伝本でその頃からの生きる糧が音楽であったと度々語っている。この頃から自身で作曲や作詞をするようになった。ただし、後にそれらの半生を綴った回顧録『The Meaning of Mariah Carey（原題）』を出版したが、兄と姉から名誉毀損で訴訟を起こされたが取り下げれている。また、実姉も幼い頃に実母から性的虐待を受けたとして訴訟を起こしている。
ハイスクール卒業後、マンハッタンへ移り、ウェイトレスやアーティストのバックコーラスなどをしてスタジオ代を賄いながら作曲やレコーディングに明け暮れた。バックボーカルの仕事でブレンダ・K・スターと出会い、ブレンダに連れられて訪れたパーティー会場でCBSレコード（コロンビアレーベル、現：ソニー・ミュージックエンタテインメント (米国)）のトミー・モトーラ社長へ渡したデモテープがきっかけとなり契約を交わした。当時の初期の契約から、マライアの音楽制作物に関する芸術活動の全ての選択において、マライア自身が関わることを保証すると書かれていたという。
1990年に「Vision of Love」でデビュー。デビュー直前にNBAファイナルで「America the Beautiful」を熱唱し、トレードマークのホイッスルボイスを披露すると、会場司会から「この場に女神が誕生した。」と喝采を受け、後日出演したGood Morning Americaでのライブパフォーマンスで披露した歌唱力が話題になったことから、デビュー曲の「Vision of Love」とアルバム『Mariah Carey』は共に1位を獲得した。

### 1990年〜2000年：第１次黄金期
1990年から2000年にかけてデビューから11年間、毎年全米1位を獲得した史上最長記録（2位はビートルズとエルビス・プレスリーの7年連続）を打ち立て、鮮烈なキャリアスタートを切った。
1991年には女性アーティストとして3人目となる『ビルボード』誌のアーティスト・オブ・ザ・イヤーに選ばれる。
アルバム『Music Box』(1993年）、『Daydream』 (1995年）はソロアーティスト自身が作詞、作曲を行った作品としては珍しく、全世界で各2500万枚を超える大ヒットとなった。Boyz II Menとのデュエット曲「One Sweet Day」は1995年から1996年にかけてBillboard Hot 100で16週連続No.1を獲得。この最長記録は2019年にリル・ナズ・X「オールド・タウン・ロード」が19週連続No.1を達成するまで23年間破られることはなかった。
1995年、キャンプ・マライアを設立して、低所得者層の恵まれない子ども向けに芸術や就業機会を学ぶ場を提供している。同時にFresh Air Fundの設立もしていて、1700万人以上のNYの治安が悪い地域の子どもたちに無料の夏休みを提供している。
1996年にはPeace Officer's Memorial Serviceに参加し、ビル・クリントン（第42代大統領）の前で「Hero」を披露した。

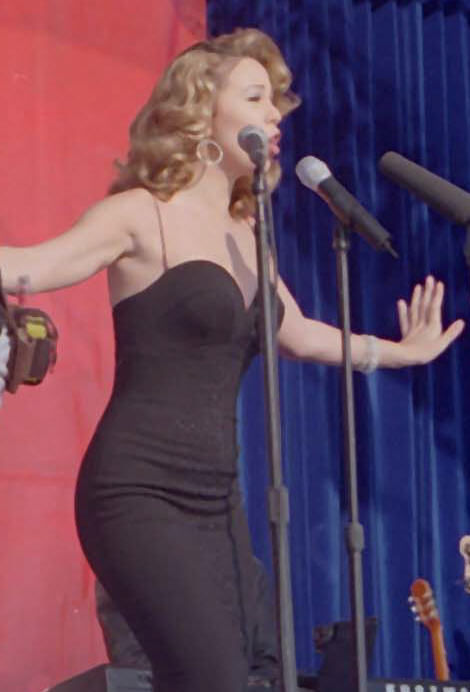
1998年12月、エドワーズ空軍基地にて

1997年、アルバム『Butterfly』からの1stシングル「Honey」を発表。この曲は当時の音楽界に衝撃を走らせ、マライアによるこの曲の発表によってロックやポップスなどから、R&BやHip-Hopなどがアメリカでは全盛期を迎えることになった。ヒップホップビートのサンプリングや、ラップとヴォーカルの融合によるクロスオーバーは今でこそ多くのアーティストが行なっているが、マライアが試みていた当時は同スタイルでのヒット曲が皆無であった。95年にラッパーのODBを起用してマライア自身がプロデュースした「ファンタジー」が８週間全米1位を獲得し、さらにこの「Honey」が初登場1位となったことで、アメリカの音楽トレンドが変わっていったとされている。この現象は日本の音楽にも波及し、直後にデビューした宇多田ヒカルや後のR＆B系歌姫達の基盤を作った。後のインタビューで、地元ニューヨークがルーツとされるヒップホップは10代の頃から慣れ親しんでおり、このジャンルで認められることが黒人の父を持つ自身のアイデンティティーにはとても大切なものであったと語っている。
音楽的にはそれまでのポップ、アダルト・コンテンポラリーから、R&B、ヒップホップ系にシフトし、90年後半以降の音楽トレンドの先駆者となった。後に彼女がこのアルバムのコンセプトであるバタフライをトレードマークとしているように、デビュー当時の商業的ポップ志向から離れ、よりプロデューサとしてマライア独自の芸術性・音楽性を開放していくきっかけとなった。
1998年にはホイットニー・ヒューストンとのデュエット曲「When You Believe」(映画『プリンス・オブ・エジプト』主題歌）を発表。同年発売された初のベスト・アルバム『#1's』に収録された。同年のライブ&ドキュメンタリー映像作品『Around The World』には、来日時にめざましテレビのインタビューを受けた様子が収録されている。
この時点で、彼女が会社（ソニー・ミュージック）に生み出した利益は1000億円を超えたと言われている。

### 2001年〜2004年：低迷期
1999年のアルバム『Rainbow』を最後にソニー・ミュージックを離れEMI傘下のヴァージン・レコードに移籍。史上最高クラスの8000万ドル（当時約128億円）もの契約金が話題となった。しかし97年に離婚した元夫のトミー・モトーラからのDVや、離婚後の仕事面での嫌がらせが引き金となり、双極性障害という精神疾患を発症し現在でも病気と向き合っている。
同年、初主演映画『グリッター きらめきの向こうに』が公開されるが、興業的には失敗に終わる。そのサウンドトラックアルバム『Glitter』は映画の失敗、発売日（9月11日）がアメリカ同時多発テロ事件と重なったなどの不運もあり、低調なセールスに終わった。日本では契約の関係上『Glitter』もソニーから発売され、東芝EMI・現EMIミュージック・ジャパンからは1枚もリリースされていない。同サウンドトラックからシングルカットされた「Loverboy」はビルボードのシングルセールスチャートで年間No.1を獲得している。
ほどなくしてアイランド・デフ・ジャム・ミュージック・グループ（Island/Def Jam Music Group、ユニバーサルミュージック傘下）とレコード契約を結び、2002年にアルバム『Charmbracelet』をリリースした。同年12月にプロモーション来日している。
『Charmbracelet』からの1stシングル「Through the Rain」のプロモーションビデオでは実際に人種の違いで周囲から反対され駆け落ちして結ばれたマライアの両親の実話がテーマになっている。そして最後にその両親の前で歌っているのが二人の子供であるマライアという設定という感動的なPVに仕上がっている。
11月の来日時、東京・渋谷の繁華街でアルバム『Charmbracelet』からの2ndシングル「Boy (I Need You)」のPVのゲリラ撮影を行った。スタッフが交通を遮断し、マライアが横断歩道を信号無視で歩くなどの強引な撮影をして周囲はパニック状態になった。

### 2005年〜2008年：第２次黄金期

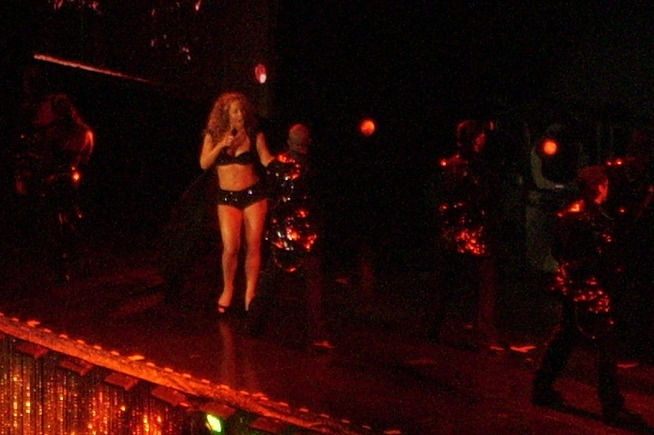
大成功を収めたツアーコンサート「アドベンチャーズ・オブ・ミミ」のステージで（2006年7月）

そして2005年、3年ぶりとなるアルバム『The Emancipation Of Mimi』を発表。MIMIとは彼女の愛称である。1999年頃からの奥行きを増したヴォーカル表現に加えて全盛期並みの高音が加わり、彼女の新境地を開いた。1stシングルの「It’s Like That」が全米ダンスチャートで1位となり、続く2ndシングル「We Belong Together」が通算14週1位を獲得、年間売り上げNo.1シングルとなり、3rdシングル「Shake It Off」も6週連続2位（その時の1位は「We Belong Together」であった）と大ヒットを記録した。11月には、同アルバムに新曲やDVDを加えた『Ultra Platinum Edition』を発売（日本では2006年1月に国内盤を発売）、続く4thシングル「Don't Forget About Us」も2週連続1位となり、同年2曲以上の1位を獲得した唯一のアーティストとなった。アルバムはシングルの「We Belong Together」と共に2005年の全米年間セールスNo.1、全世界で売上約1000万枚を超える特大ヒットとなり、『The Return Of The Voice』と形容される音楽史上最大規模と言われるほどの復活を遂げた。アメリカン・ミュージック・アワード1部門、グラミー賞3部門など数多くの賞に輝いた。この復活を受け、マライアの第二期黄金時代に突入したとも言われている。この功績は、自身が90年代から根を張っていた音楽トレンドと、マライア自身の音楽趣向がうまくマッチして起きたことと言われている。このアルバムでもカニエ・ウエストやネリー、ファレル・ウィリアムズなどヒップホップ界の旬の顔ぶれと作曲、プロデュースをしており、80年代や90年代にデビューした大物アーティストの中で、2000年以降にも一線で活躍する数少ないアーティストの一人となっている。
2005年9月8日、ニューヨークで開催された『FASHION ROCKS 2005』に出演。2005年12月31日には、毎年全米に生中継される人気年越し番組『Dick Clark's New Year's Rockin' Eve 2006』に出演し、ニューヨークのタイムズ・スクエアにて約100万人のファンを前にライブを行なった。

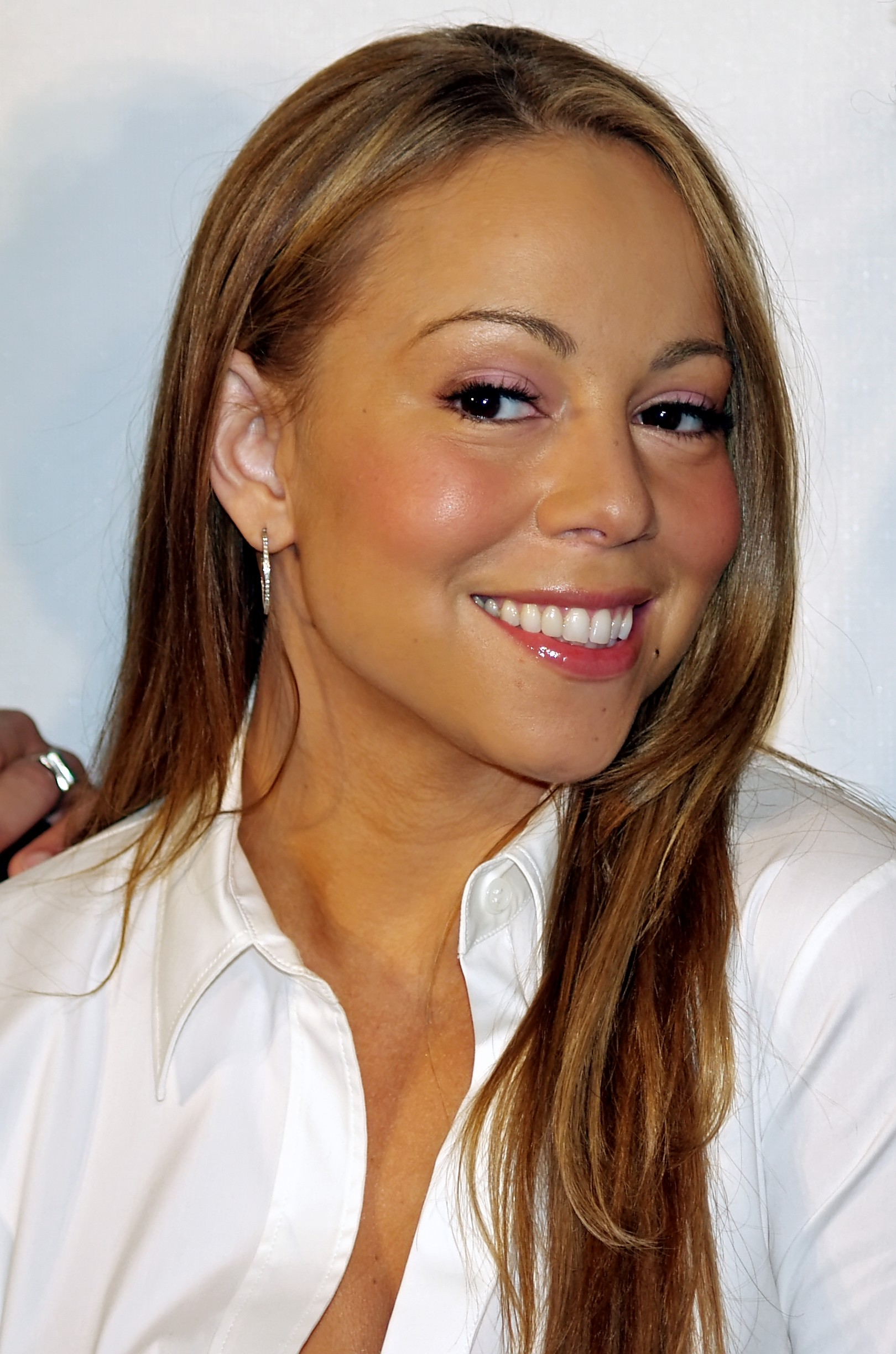
2008年

2008年4月、アルバム『E=MC²』をリリース。先行シングル「Touch My Body」はBillboard Hot 100で1位を獲得した。彼女のビルボードでのシングル1位獲得数は18曲となり、50年以上保持されていたエルヴィス・プレスリーの記録に並んだ。これはビートルズの20曲に継ぐ歴代2位のタイ記録である。同年のアメリカン・ミュージック・アワードでこの功績を称えた特別功労賞を受賞。同時期に、アイランド・デフ・ジャムとの再契約を発表した。
4月26日、『グリッター きらめきの向こうに』以来の映画復帰作『Tennessee』が、トライベッカ映画祭にてプレミア上映された。2009年6月5日に全米で公開されたこの作品でマライアは主演を務め、劇中では初めてカントリーソングを披露している。
2008年9月5日、ニューヨークで開催された『FASHION ROCKS 2008』に出演。11月にはモナコで開催されたWorld Music Awardsでも、ソロアーティストとして全米No.1獲得数が歴代1位になったことから「Special Achievement Award（特別功労賞）」を受賞した。

### 2009年〜2010年：『メモワール』『プレシャス』『メリー・クリスマス II ユー』
2009年1月、バラク・オバマ大統領の就任記念パーティーにて「Hero」を披露した。
2009年6月に発表した1stシングル「Obsessed」では、数年来エミネムから受けていた一方的なビーフ（ヒップホップ音楽でアーティスト同士がお互いをディスる表現手法）をあざ笑うかのように、「なぜ私につきまとうの？」と歌っている。またミュージックビデオでは、エミネム風の青年に男装し、同作はスマッシュヒットとなった。だが、それ以降に予定されていた新アルバムのプロモーションへの出演キャンセルや日程変更が相次ぎ、同年9月に発売されたアルバム『Memoirs of an Imperfect Angel』は初登場1位を逃し3位にとどまり、初動セールスも前作を大きく下回るセールスとなった。しかし、その一方でブラジルでは2ndシングル「I Want To Know What Love Is」がラジオエアプレイチャートで27週連続1位になる前代未聞の新記録を達成(歴代1位)するなど、爆発的ヒットとなった。
2009年7月7日、ロサンゼルスで行われたマイケル・ジャクソンの追悼式に友情出演、自身もカバーし全米No.1を獲得した「I'll Be There」を披露した。10月24日には、ブラジルで開催された『oi FASHION ROCKS 2009』に出演。
2009年11月に公開された映画『プレシャス』では、主人公を担当するソーシャル・ワーカーを演じた。劇中では髪を暗く染めノーメイクのような化粧をしており、本人曰く付け髭も着用するなど普段の彼女とは思えないような風貌であった。2010年1月5日に行われた第21回パームスプリングス国際映画祭の授賞式にて新人女優賞に当たるブレイクスルー・アワードを受賞した。

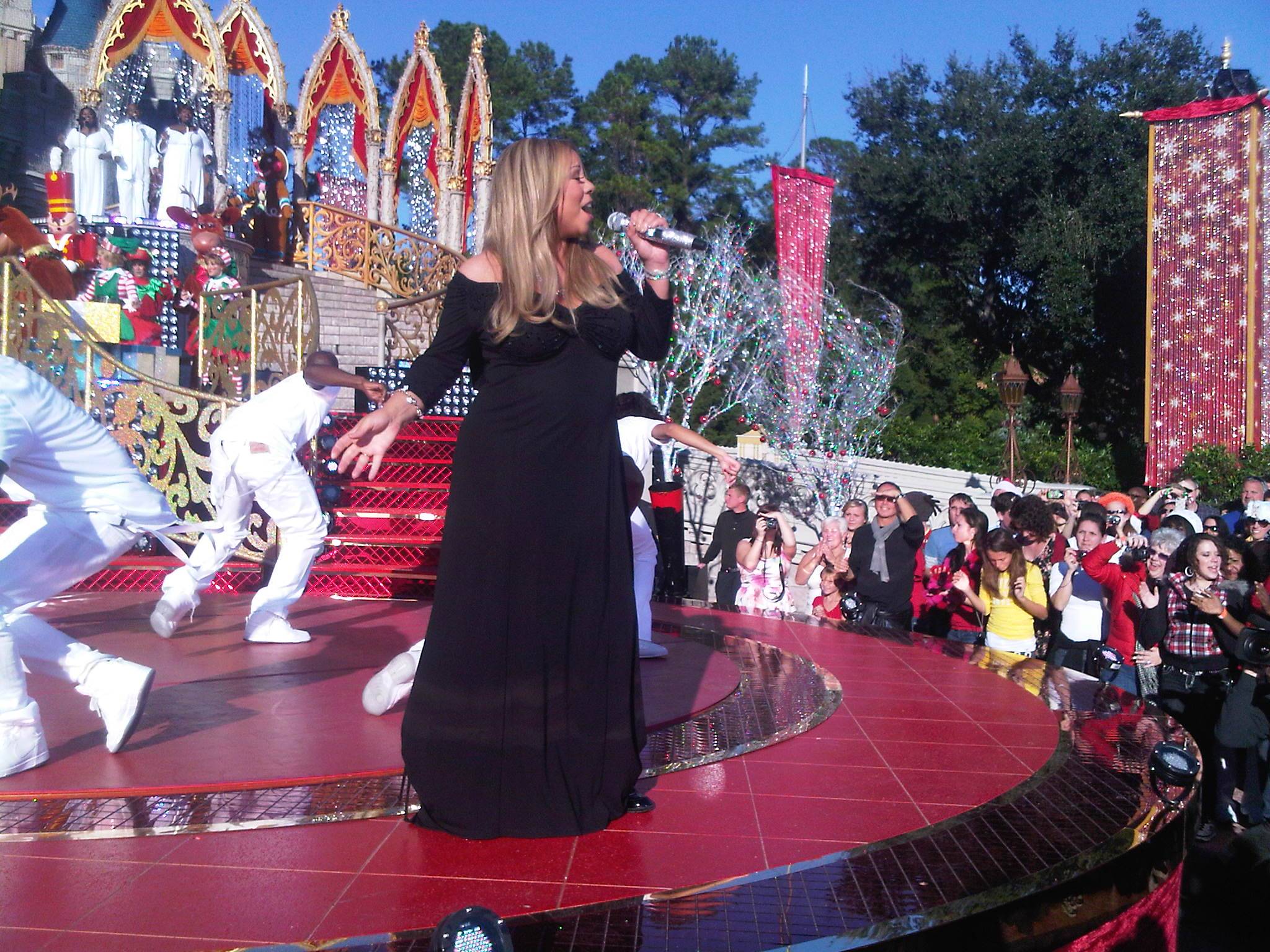
2010年、ウォルト・ディズニー・ワールド・リゾートで熱唱するマライア

2010年8月21日、ブラジルで初のコンサートを開催し、3万人の観客を前に圧巻のパフォーマンスを披露。
11月、1994年リリースの『Merry Christmas』以来、自身2作目となるクリスマスアルバム『Merry Christmas II You』を発売。10月発売の先行シングル「Oh Santa!」は、ビルボードのホリデイチャートにて初登場1位を記録した。アルバムは前作をチャート・初動セールス共に上回る初登場4位を記録、自身にとって16作目となるアルバムTOP10入りを果たした。また、クリスマスアルバムとしては異例のR&B/Hip-Hopアルバムチャートにてビルボードチャートの歴史上2作目となる1位を記録したほか、ビルボードのホリデイデジタルチャートにて1位と2位を独占するというビルボード史上初めての記録を樹立。それに続くようにTOP50以内に10曲をチャートインさせる快挙も達成した。
11月末には、マライア自身がプロデュースしたアメリカ大手ショッピングチャンネル『HSN』とのコラボレーション商品を発表。販売開始からわずか6分で完売した。

### 2011年〜2013年：アメリカン・アイドル
2011年、男性アーティストとのデュエット曲が相次いで発表され、9月にはトニー・ベネットのデュエットアルバム『Duets II』にて「When Do The Bells Ring For Me」をデュエットした。11月にはジャスティン・ビーバーのクリスマスアルバム『Under the Mistletoe』にて、マライアのクリスマスの代表曲「All I Want for Christmas Is You」をデュエットし、ミュージックビデオで披露したダイエット成功後のスリムなサンタのコスプレ姿が話題となった。11月末には、前年発売のアルバム『Merry Christmas II You』からの3rdシングル「When Christmas Comes」にて、ジョン・レジェンドとデュエットした。
11月17日、T-Mobileの企画で欧州各5都市にてホログラム技術を使った『バーチャルクリスマスコンサート』を開催、集まった人々を驚かせ、大盛況に終わった。12月10日には、これまでにおける恵まれない子供達への社会貢献、また世界中の女性達を勇気付けてきたことが認められ、ロンドンで開催された『ノーベル・ギフト・ガラ』にて「2011 Noble Gift Humanitarian Award」を授与された。
2012年1月、『BET Honors 2012』にてこれまでの功績が称えられ、「Entertainer Award」を授与された。授賞式ではパティ・ラベルやケリー・ローランド等がマライアの曲を歌い、トリビュートパフォーマンスを披露した。
2月11日、ホイットニー・ヒューストンの死去にショックを受け、当初予定されていたテレビ出演の予定をキャンセルし、出演は延期となった。その後、マライアは自身のTwitterで「比類なき我が友、ホイットニー・ヒューストンの衝撃の死に悲嘆と涙を。ホイットニーの家族と世界中の多くの彼女のファンに心からのお悔やみを。彼女のその偉大な歌声は、永遠に忘れ去られることはないわ。」と追悼のコメントを発表、自身のYouTubeアカウントでもホイットニーの追悼動画をアップした。2月21日には、出産後のダイエット成功後、初めての公の場への出演となった米の人気番組『Good Morning America』において、ホイットニーとの思い出を語った。
ホイットニー自身も生前のインタビューでマライアと歌姫同士、ライバルなのではないかと尋ねられた際に「人がどんな苦労をして成功を手に入れたかは、実際に会って話してみるまでわからない。マライアと会って話していく中で、共感出来ることがたくさんあった。誠実で正直な人であれば、そういう関係が築けるもの。お互い気軽に電話して「元気にしてる？」って言うような仲になれた。本当に彼女のことを気にかけているし、愛している。マライアは優しい人だし、本物の歌手だしね。」と話している。
3月1日、ニューヨークにて行われたライブイベント『Plot Your Escape』で出産後初のライブ出演を果たし、約40分間のステージにてブランクを感じさせない圧倒的なパフォーマンスを披露した。同年5月26日にはモロッコの首都ラバトで開催された国際的な音楽祭『Mawazine Festival』のトリを務め上げ、6月2日にはモナコのSporting Monte-Carlにて約90分間のライブを開催した。
7月1日に開催されたイベント『BETアワード 2012』で行われたホイットニー・ヒューストンへのトリビュートパフォーマンスでは、最初にマライアがサプライズで登場し会場を驚かせた。また、スピーチで今は亡きホイットニーとの思い出を語り、途中感極まって涙ぐむ場面もあった。
7月23日、かねてから噂されていた米人気オーディション番組『アメリカン・アイドル』の来シーズンの審査員としてマライアが参加することが発表され、翌2013年1月から5月に放送されたシーズン12において、ニッキー・ミナージュらとともに審査員を務めた。なお、一部報道では1シーズン(約半年)のギャラが、米リアリティ番組史上最高額の1800万ドル(日本円約14億4千万円)超え、と報じられた。
7月29日、HitFixによるミュージックパワーランキングで堂々の1位にランクイン。8月3日には、リック・ロスとミーク・ミルを起用した新曲「Triumphant (Get 'Em)」を発表した。
2013年5月7日にリリースされた新曲「#Beautiful」がBillboard Hot 100で最高15位まで上昇、世界30か国以上でNo.1を記録するヒットとなった。8月16日、『プレシャス』以来4年ぶりの映画出演作となる『大統領の執事の涙』が全米で公開。10月7日、新たなマネージャーに、長年に渡りタッグを組んできたジャーメイン・デュプリが就任する事が発表された。

### 2014年〜2016年: 『Me... I am Mariah. The Elusive Chanteuse』、ラスベガス常設公演、世界ツアー
2014年5月、5年ぶりのスタジオ・アルバム『Me. I Am Mariah... The Elusive Chanteuse』をリリース。Billboard 200で初登場3位を記録するも、デビュー以来過去最低の初動セールスという厳しい結果となった。9月、TIME誌が発表した「究極のポップスター」ランキングで1位に輝いた。10月には約8年ぶりとなる来日ライブを開催。
2015年3月、10年以上に渡って在籍したアイランド・デフ・ジャムを離れ、ソニー・ミュージック傘下のエピック・レコードへ移籍、5月18日にこれまでの全米No.1ヒット曲を全て収録したベスト・アルバム『#1 to Infinity』を発売した。またアルバムリリースに合わせ、5月6日よりラスベガスのシーザーズ・パレス・コロシアムにて『Mariah Carey #1's』と題した長期コンサートがスタートした。
8月5日、ハリウッド・ウォーク・オブ・フェームの2,556番目の星がマライアに贈られた。
11月10日、アメリカにて自身の大ヒット曲をモチーフとした絵本『All I Want For Christmas Is You』が発売される。
12月19日、米ケーブルテレビのホールマーク・チャンネルにて、マライアの監督デビュー作となるテレビ映画『A Christmas Melody』が放映。
2016年3月より『The Sweet Sweet Fantasy Tour』と題された長期ツアーを敢行し、ヨーロッパ各国、南アフリカ、メキシコ、アメリカにて公演を行った。
12月31日、伝統ある大晦日特番『New Year’s Rocking Eve』に出演、「Emotions」と「We Belong Together」を披露したが、技術的トラブルによって口パクが発覚するハプニングがあった。バック・トラックが聞こえなかったマライアは自らのヴォーカル音源が流れる中、歌うふりをするのをやめた。彼女のバックダンサー達がなんとかステージを立て直そうとするものの、歌うのをやめたマライアは「私だってホリデーが欲しいのよ、私には無いって言うの？」などと観客に問いかけ、「これ以上良くならないわね」と言い残しステージから降りた。

### 2017年〜2019年：『コーション』「恋人たちのクリスマス」の再ブレイク
2017年2月3日、2年ぶりの新曲「I Don't Feat. YG」を発表。同曲のミュージックビデオの中で、マライアがウエディングドレスを燃やすシーンが話題となった。
10月、映画『ザ・スター』主題歌として書き下ろされた新曲「The Star」を発表。マライアの双子の子供もコーラスで参加した。また、同曲は第75回ゴールデン・グローブ賞の最優秀主題歌賞にもノミネートされた。
12月、2015年に発売された絵本『All I Want For Christmas Is You』を原作とする同名のアニメーション映画が北米にて公開。新曲「Lil Snowman」を含めたサウンドトラックも発売された。日本においても11月22日にサウンドトラックが、12月21日に同映画の日本盤DVD「マライア・キャリー クリスマスにほしいもの」が発売された。
12月31日、『New Year’s Rocking Eve』に再び出演、完全な生歌で「Vision of Love」と「Hero」を熱唱し、昨年の失敗のリベンジを果たした。
2018年9月14日、ニューアルバムからのプロモーションシングル「GTFO」を発表し、ミュージックビデオを公開。アルバムの発売が2018年冬になることも併せて発表した。10月5日にアルバムからの正式なファーストシングル「With You」を発売。9日には「American Music Awards」に10年ぶりに出演し、10人の以上の男性ダンサーを従えて「With You」を初披露した。

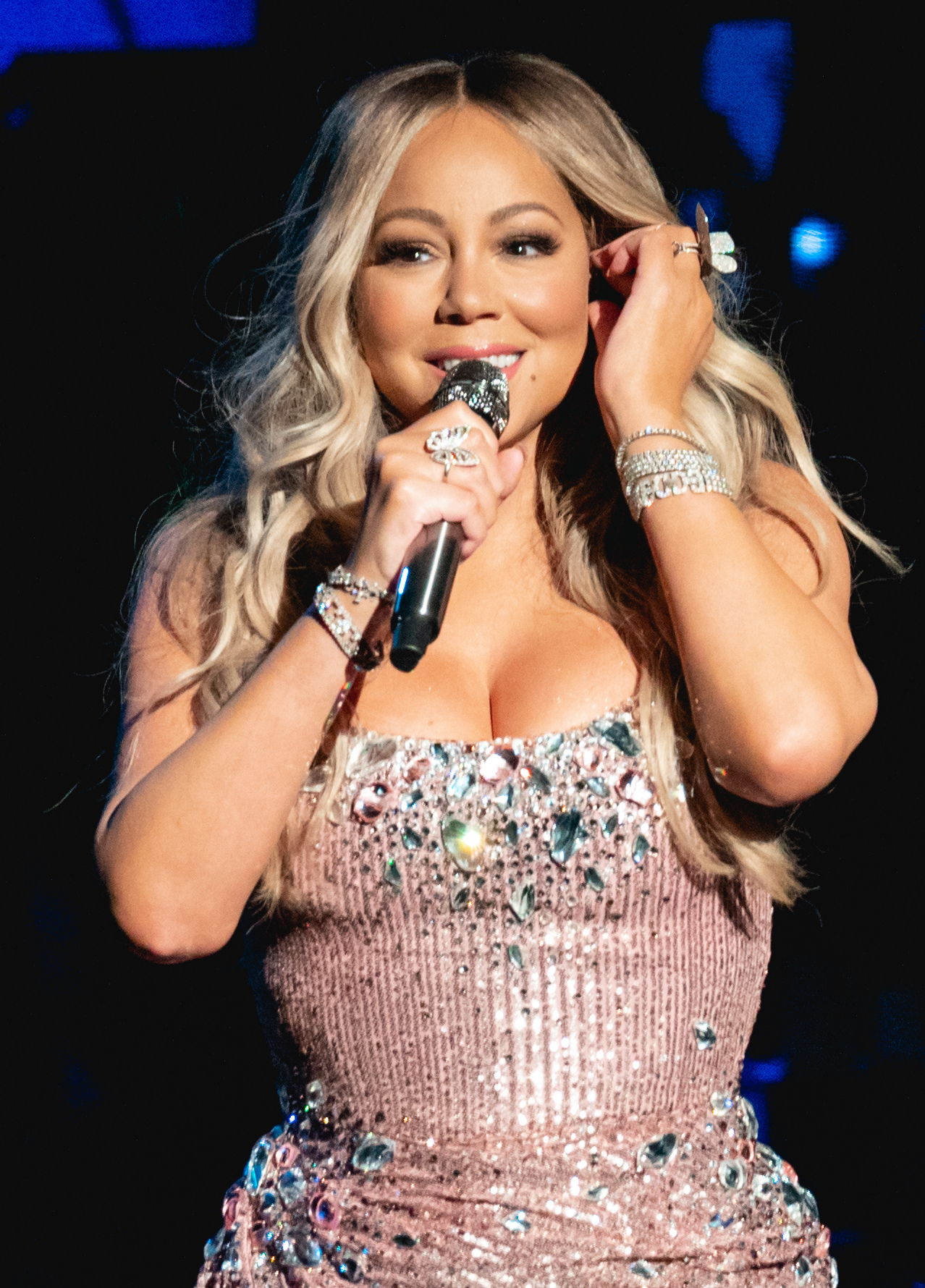
2019年

2018年10月より、『Mariah Carey: Live In Asia』と題されたツアーを行った。マレーシア、タイ、中国、台湾などのアジア各国で公演を行い、4年ぶりとなる来日公演も大阪と東京で開催された。また、この来日公演を記念し、No.1ヒットやファンに人気の曲全19曲を収録した初の日本独自企画作品「マライア・キャリー ジャパン・ベスト」が10月17日に発売された。
11月15日、最新アルバムの発売を控える中、ある一人の男性ファンによるTwitterへの投稿がきっかけで広まった「#JusticeforGlitter（グリッターに正当な評価を）」という運動により、アルバム『Glitter』がiTunesチャートで発売から17年の時を経て1位を獲得。同作はマライアの初主演映画として2001年に公開された『グリッター きらめきの向こうに』のサウンドトラックとして発売されたが、同映画の興行的失敗により彼女の作品の中でも最低の売り上げを記録していた。これを受け、マライアはTwitterで「私のファンは最高よ！」とコメントしている。
11月16日、『Me. I Am Mariah... The Elusive Chanteuse』より4年ぶりとなる通算15枚目のスタジオアルバム『Caution』をリリース。初週で51000ユニットを売り上げBillboard 200で5位、R&B/Hip-Hopアルバムチャートでは通算8枚目となる首位を獲得した。
12月24日、クリスマスの定番ソングとして知られる「All I Want For Christmas Is You」がSpotifyにおける世界での再生回数で1日に1080万回以上を記録し、同サイトにおいて史上最多となった。
2019年5月1日に開催された「2019 ビルボード・ミュージック・アワード」にて音楽界に与えた偉大な功績が評価され「アイコン賞」を受賞する。式典内では受賞を記念し、最新曲「A No No」をはじめ「We Belong Together」「Always Be My Baby」などの大ヒット曲を含めたメドレーを披露した。
12月21日付のBillboard Hot 100において「All I Want For Christmas Is You」がリリースから25年を経て1位を獲得した。マライアの楽曲が同チャートにおいて首位を獲得したのは2008年発売の「Touch My Body」以来、11年ぶりのことである。

### 2020年〜現在：デビュー30周年、ソングライターの殿堂入りと自伝の発表
2020年1月、ソングライターの殿堂入りを果たした。
同年、デビュー30周年を迎えた事を記念してMC30キャンペーンを開始。9月29日に初の自伝『ザ・ミーニング・オブ・マライア・キャリー』を出版し、New York Timesでベストセラー認定された。10月2日にはアルバム『The Rarities』を発売。また新型コロナウイルスの影響で、2021年にハワイで予定されていたコンサートがキャンセルされたりもしたが、マライアは医療従事者のために、家のスタジオから「Hero」を熱唱した。他にもテレビ番組などでは、「Make It Happen」と「Through the Rain」のメドレーや、「Vision of Love」「Close My Eyes」など、往年の名曲を披露した。
2021年11月にはクリスマスソングの新曲「Fall in Love at Christmas」を公開。さらに、Apple TV+ で、2020年に100カ国以上で1位を獲得した人気番組の続編である、「Mariah's Magical Christmas Continuous」を公開した。
2022年3月には、アメリカの人気ラッパーLattoによる「Fantasy」をサンプリングした新曲「Big Energy」のリミックスに参加。DJ Khaledは、ODBのラップパートを再現し、曲中でマライアは「Fantasy」の印象的なオープニングを歌った。このリミックスバージョンは、米国のiTunesチャートで1位を獲得するなど、世界的に人気を博した。同年4月には、Masterclassに登場し、ティーザーでは「Fantasy」をファンと歌う姿が公開された。本編では作曲家、プロデューサーとして音楽制作について語り、オーケストラ奏者たちを率いて編曲作業をする姿を見せたり、自身の曲「The Roof」を新たにアレンジし直し、ブランディをフィーチャリングした新バージョンを制作した。
同年、マーシーのサンクスギビングデーのパレードに出演したマライアだったが、やる気のない口パクのパフォーマンスを披露し、更には歌詞も忘れていたことからメディアやSNSなどで否定的な意見を生んだ。
2023年のクリスマスにも「All I Want For Christmas Is You」が2週間全米1位を獲得し、同曲が14週間全米1位を獲得したことで、歌手、作曲家、プロデューサーとして14週以上の全米1位を3曲獲得した唯一の人物となった。（「One Sweet Day」の16週全米1位、「We Belong Together」の14週全米1位に続く。）このまま行くと2〜3年以内には、現在最長記録を保持している「Old Town Road」の19週全米1位の記録を超えて、再び全米最長記録の座を取り戻すのではないかと言われている。同曲は、2024年12月にさらに3週連続1位を獲得し、16週全米1位を複数曲持つ唯一のアーティストとなった。

### 2025年：16作目『Here For It All』
2025年6月に新曲「Type Dangerous」をリリース。世界11カ国のiTunesチャートで1位を獲得し、7年ぶりとなる16作目のニューアルバムの1stシングルであることが発表された。
7月にはニューアルバムのタイトル『Here For It All』を自身のSNSで発表し、同週に3つのジャケット写真が公表された。月末に発表された2ndシングル「Sugar Sweet」もアジアやヨーロッパを中心に11カ国のiTunesチャートで1位を獲得した。

## 音楽・芸術性

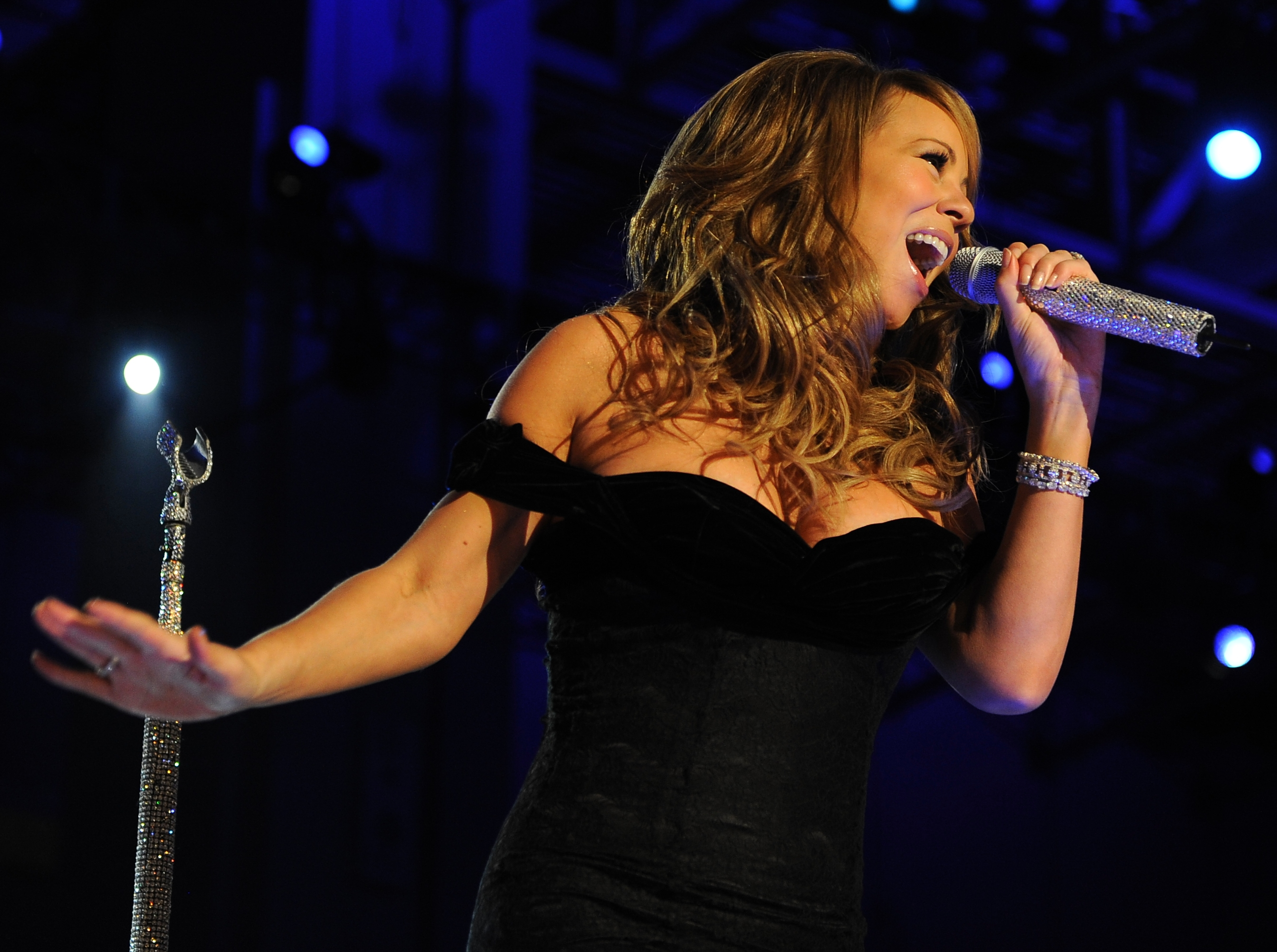
2009年

### 声・歌唱力
デビュー当時のキャッチコピーは『７オクターブの音域を持つ歌姫』（但しこれには誇張があり、実際のマライアの音域はF2〜G#7の5オクターブ半である。5オクターブ半と言っても、数多く存在する歌手の中でもかなり広く、女性では不可能に近い低音域から、ハープやフルートの高音域に達する超高音域のホイッスルボイスまでを自在に操っている）。音域をいっぱいにまで使った曲はデビューから今もなおよく見られ、最も高い声を出す人としてギネス・ブックに認定されていた。
幼少期から声帯に結節を持っており、定期的に診断を受けている。また、この結節は彼女がホイッスルボイスで歌える一つの要因にもなっている。
「世界一高い声を出すシンガーソングライター」としてギネス・ブックに登録されている。彼女独特のあの驚異的な高音の声域は少女時代にミニー・リパートンの「Lovin' You」の一節を練習したり、鳥がさえずる声を真似して身に付いたという。

## 人物

### 家族・結婚
1993年6月5日にトミー・モトーラ（Tommy Mottola）と結婚したが、音楽的主観の違いや、服装（トップスやパンツの丈を指示する等）や私生活に極度に制限を言いつけたり、マライアへの監視（尾行や盗聴）、パーティー会場でバターナイフを喉元に突きつけられる事件などが原因となり、1997年に別居し、翌年離婚。離婚直前まで彼女はマイケル・ジャクソンに悩みを打ち明けて聞いてもらっており、マイケル自身が業界人向けのパーティーでマライアを助けようと演説を行った映像が流出している。その後は野球選手のデレク・ジーターや歌手のルイス・ミゲルやらと交際。
2008年4月30日に俳優兼ラッパーのニック・キャノンとシングル「Bye Bye」のビデオ撮影をきっかけにして交際し、結婚。2010年夏頃から妊娠が噂され、夫とスポークスマンはそれを認めたが、自身は2年前に流産を経験していることから安定期に入るまでコメントを控えていた。2010年10月28日に第1子妊娠を正式公表。翌年の2011年4月30日に男女の双子を出産した。女の子は"ハリウッドの永遠のセクシー・アイコン"ことマリリン・モンローに由来した、モンロー・キャノン、そして男の子は、モロッカン・スコット・キャノンと命名。これはマライアがニューヨークに所有するアパートの最上階"モロッカン・ルーム"からきており、ここはニックが2008年にマライアにプロポーズした場所でもある。また、ミドルネームの"スコット"はニックも同じで、これは彼の祖母の旧姓だという。
それ以降も毎年結婚式を挙げるなど仲睦まじい様子を見せていたが2014年8月、別居が報じられ夫ニックもこれを肯定。2015年1月にマライアが離婚を申請した。慰謝料の問題などで一時は関係が悪化していたものの、2017年4月にはニックと2人の子供と共にイースターを祝う写真をインスタグラムに投稿するなど、子供のために現在でも良好な関係を続けている。
2016年1月にはオーストラリアの億万長者ジェームズ・パッカーと婚約したものの、同年10月に婚約を解消。2017年には日系アメリカ人ダンサーであるブライアン・タナカと交際中と報じられた。2023年12月に破局をしている。
2024年8月26日、母パトリシアと、HIV患者でドラッグ依存症の姉が、先週末の同じ日に死去したとCNNに声明を寄せた。

### 関係
ジェニファー・ロペスとは「ラヴァーボーイ」についての一件などから不仲が伝えられており、マライアがジェニファーの事を訊かれた際には「私は彼女の事を知らないわ」と返すのが定番のやりとりとなっている。

### 訴訟
2019年に元マネージャーからセクシャルハラスメントで訴えられたが、翌年1月にマライア側も元マネージャが経費用のクレジットカードで私物を購入したなどの横領で提訴し、その後の結果は元マネジャーの弁護士は見解を控えている。

### 資産

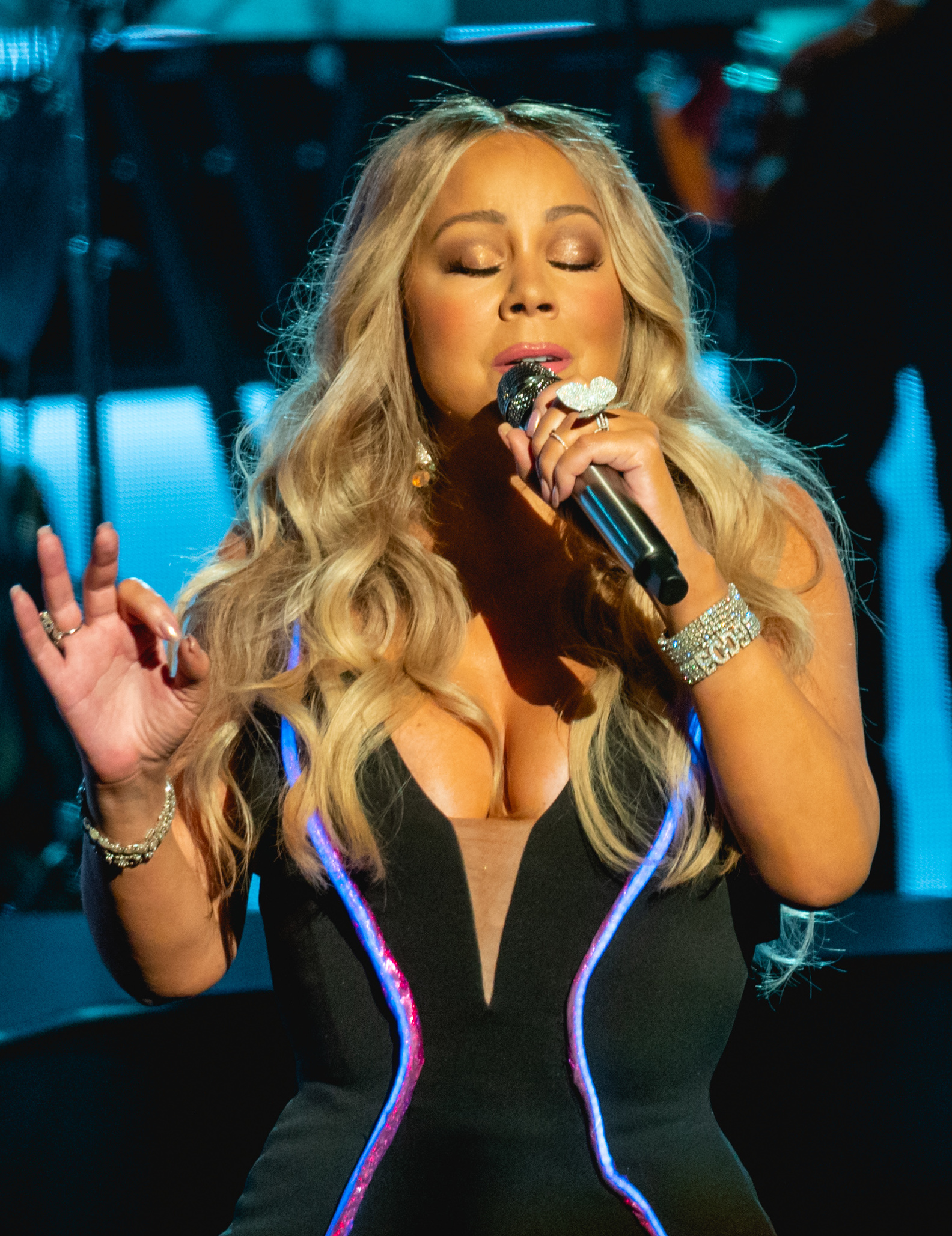
2019年

2006年に全米美脚コンテストというイベントで美脚セレブリティ賞を受賞しその足に10億ドル（当時約1130億円）もの保険をかけ話題になった。
2007年1月、経済誌フォーブス誌が『エンターテイメント界で活躍する女性で資産の多い女性』のトップ20を発表し、総資産約272億円で6位にランクインしている。
現ブルネイ国王の息子であるアジム王子がマライアの大ファンで2006年のライブのニューヨークのマディソン・スクエア・ガーデンでコンサートを行なう彼女の楽屋に王子の使者にプライベートジェットで540万ドル（約6億円）相当のプレゼントを届けさせた。その時マライアに贈られたのは8カラットのダイアモンドとプラチナのネックレスと、おそろいの指輪だった。また、2010年1月にも、ブルネイのアジム王子が自らのソロ・シングルを発表するにあたり、記念にマライアにミュージック・ビデオへの出演を依頼し、出演したことでも話題になった。
2011年1月、Us Weeklyによるとマライアが夫のニック・キャノンからクリスマスプレゼントとして40万ドル（日本円で約3400万円）のロールス・ロイスを贈られていたことがわかった。マライアは1月4日に自身のTwitterに「まだニックからのクリスマスプレゼントが信じられないの。ナンバープレートには『mommyMC』と書いてあるわ」というツイートと共にニックからもらったロールス・ロイスの写真を掲載している。
2011年2月、BANG Media Internationalによると、生まれてくる双子の子供のためにビバリーヒルズの豪邸の一棟全体を子供部屋としてリフォームしたという。関係者の話によれば、改装した子供部屋の壁は18金で加工された廻り縁で飾られたアイボリーで、ウォークインクローゼットはプッティ・トレゾールのブランド服でいっぱいだという。さらに音響システムも最高のものが設置され、それぞれの赤ちゃんにダイヤモンドで飾られたiPodが用意され、天井から薄型テレビが降りてくるようになっているという。家具も2200ドル（日本円で約18万円）するベビーベットが2台、2800ドル（日本円で約23万円）のオムツ交換台、パパとママ用に2270ドル（日本円で約18万6000円）のグライダーチェア（座面が前後に動くロッキングチェア）2台と100万ドル（日本円で約8200万円）のソファが用意されているという。ソファはマイケル・ジャクソンのコンサート先で使われたもので24金とオニキスで装飾されたクラッシュト・ベルベット仕上げになっており、後ろ面には花綱の飾りがついているものだという。このリフォームを担当したインテリアデザイナーのケネス・ボーデウィックは「やりすぎと思うかもしれませんが、マライアの子供が欲しいという夢が叶ったんです。彼女自身もこの双子は世界一甘やかされた子供になると言っていますよ」とコメントしている。
2025年時点では、複数の音楽アーティストの資産ランキングにて総資産3.2~5.75億ドル（日本円で約350~630億円）とされており、実数は定かではない。

### 社会活動・チャリティー活動など
- 1995年にキャンプ・マライアを共同設立して、低所得者層の恵まれない子ども向けに芸術や就業機会を学ぶ場を提供している。
- 同時期にFresh Air Fundの設立もしていて、1700万人以上のニューヨークの治安が悪い地域の子どもたちに無料の夏休みを提供している[66]。
- 彼女の家族がHIV陽性であったことから、生命に関わる病気の子どもへの医療を援助するMake-A-Wish Foundationにも深く関わっている[67][68]。
- ニューヨーク市警察の競技会にボランティアで参加した。
- Presbyterian Hospital Cornell Medical Centerに寄付をした。
- そのほかにもチャリティ活動をしている。
- VH1の1998・2000年のSave The Music Foundation活動のためのチャリティライブに参加。
- 9・11の犠牲者の支援活動。
- 2001年にコソボ治安維持軍でライブ活動[69]。
- CBSの養子と里親の記録のドキュメンタリー番組で司会[70]。
- 2005年、ロンドンのLive8に参加[71]。
- ハリケーン・カトリーナの被害者救済24時間テレビに参加[72]。
- 2008年8月にArtists Stand Up to Cancerとして発表したガン研究の支援を目的としたチャリティー・シングル『ジャスト・スタンド・アップ』(原題:Just Stand Up!)に参加[73]。
- 2010年1月12日にハイチ共和国で起こった地震（ハイチ地震）への寄付を自ら呼びかけツアーの収益の一部を寄付するなどチャリティー活動に参加。
- 2010年2月、ハイチ地震への支援を目的として企画されたチャリティー・シングル「Everybody Hurts」に参加。

### 容姿に対するコンプレックス
アイルランド系アメリカ人とアフリカ系アメリカ人の間に生まれたマライアは、人種的には所謂クアドルーンにあたる。その事から、幼い頃から醜い差別に遭いながら自分の居場所が無いと感じ少女期を過ごした為、今もなおそのことに対するコンプレックスを持っていると2010年1月オブザーバー・ウーマン誌に語った。

### 双極性障害の告白
2018年、米誌ピープルとのインタビューで、双極性障害を患っており17年間闘病していたことを告白。2001年に診断されたが、受け入れることができず、最近になって治療と薬物投与を始めたと明かした。

### その他
ハローキティのファンである。
ライヴ前の睡眠時間は15時間。
マライアの飼い犬であるジャックラッセルテリアのジャックは有名だが、2007年に同犬種のJJ（ジャックジュニア）を飼い始めた。

## 日本国内での評価・活動

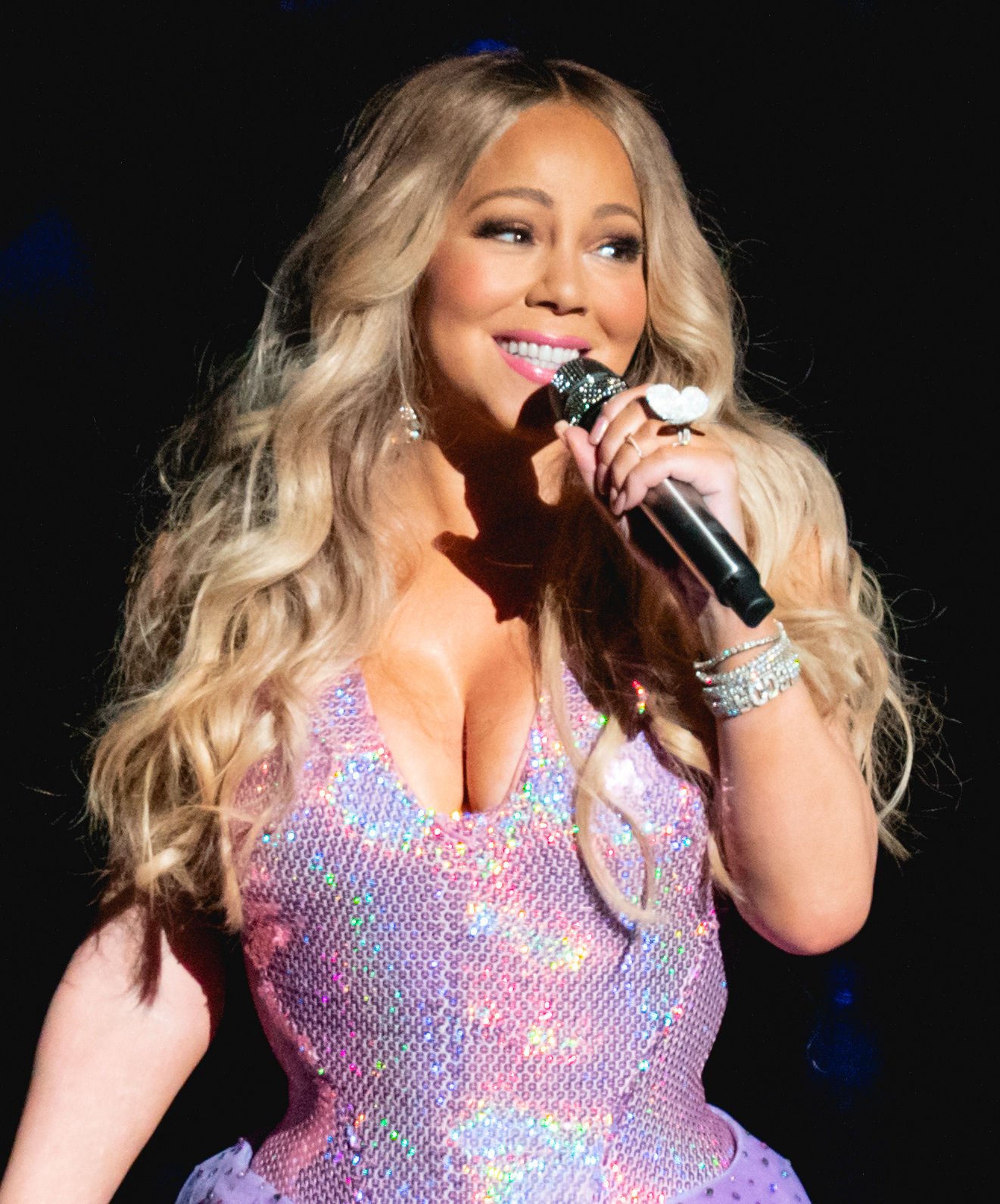
2019年

日本では特に人気が非常に高く、『Music Box』は220万枚、『Merry Christmas』は250万枚、『Daydream』は240万枚を出荷。ベスト・アルバム『#1's』は約360万枚を売り上げ、洋楽アルバム史上最高セールスを記録した。計8作のアルバムが日本レコード協会からミリオンセラーに認定され、女性ソロ歌手としては10作の松任谷由実、浜崎あゆみに次ぐ記録である（2005年9月現在）。日本でのトータルセールスは約1600万枚。
1994年に『All I Want For Christmas Is You』がフジテレビ系連続ドラマ『29才のクリスマス』の主題歌に起用され130万枚の大ヒット。
2000年には缶コーヒー「ネスカフェ・サンタマルタ」のCMに出演し明石家さんまと共演した（ただし別撮りであり、CG合成により対面させている）。マライアはCMソング『Thank God I Found You』（ソロバージョン）も歌っている。
2004年には日本の唱歌『朧月夜』（「Misty Moon」）を歌い、『爽健美茶』・『爽健美茶 緑茶ブレンド』（日本コカ・コーラ）のCMに起用された（CD発売はされていない）。
2008年は『I'll Be Lovin' U Long Time』が日本テレビ系プロ野球中継「PRIDE&SPIRIT 日本プロ野球」の2008年度テーマ曲に選ばれる。その縁で5月のプロモーション来日時に東京ドームでの読売ジャイアンツの試合で始球式を行った。
フジテレビの軽部真一アナウンサーと親交が深く、来日の際にはほぼ確実にインタビューを行っている。また、数年前に軽部からプレゼントされた犬を現在も育てていたり、自宅に招いての単独インタビューに応じるなど、マライアからは非常に気に入られている。
2011年に起きた東日本大震災にツイッターを通じ、「日本のみなさんへ私の愛と祈りを贈ります。私達は日本のみなさんがこの悲劇を乗り越えられると信じていると同時に、いつもみなさんのことを想っています。神の御加護を。愛してます。」とのコメントを行った。

## ファンベース “The Lambily”

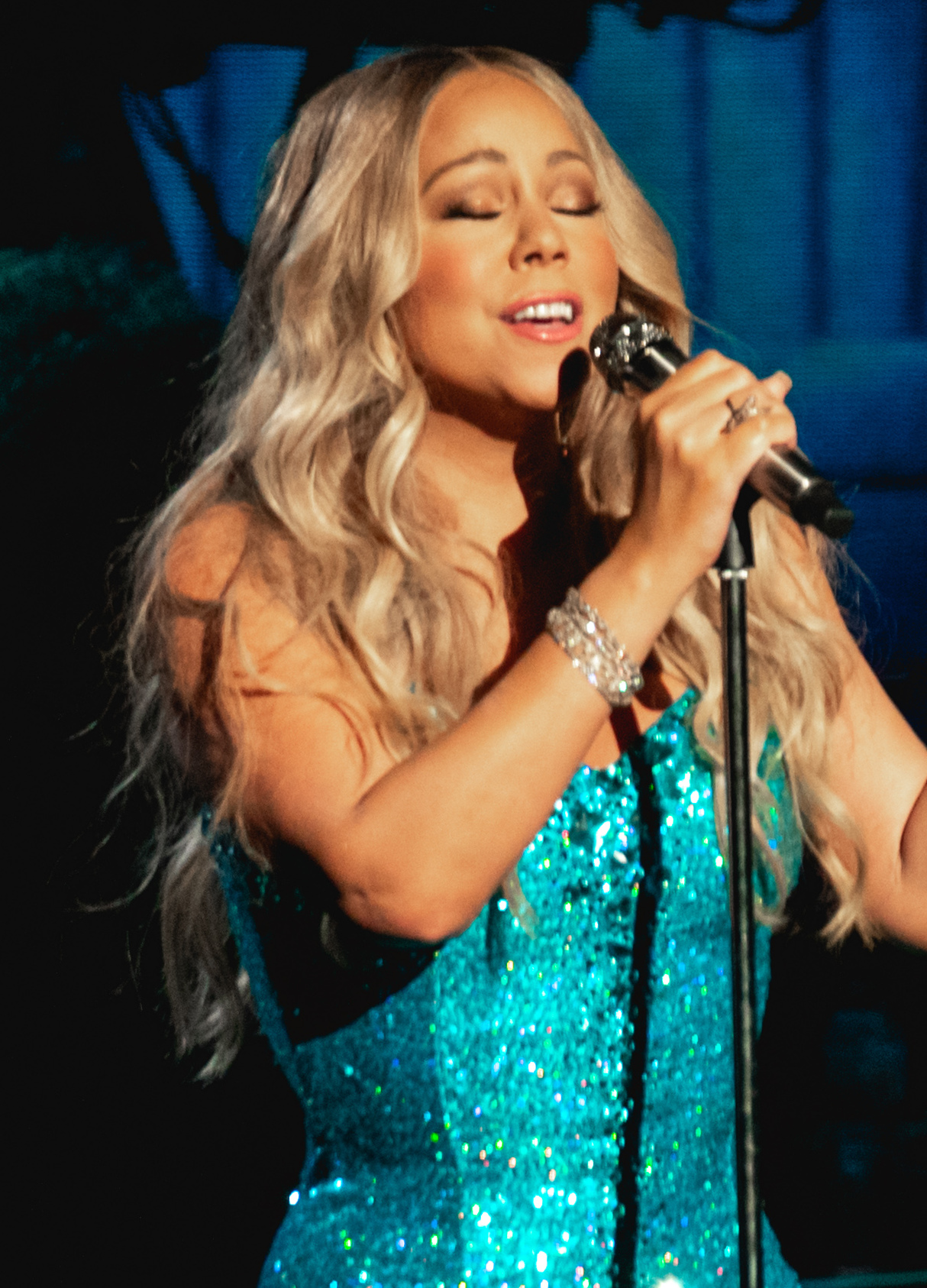
2019年

2000年代以前にデビューし、現在では30年以上の活動歴があるアーティストの中でも、マライアは今だにファンミーティングやSNSでのファンとのやり取りを頻繁に行っている数少ないアーティストの1人。実際に2010年以降に発表されたアルバム『Me. I Am Mariah...』や『コーション』のプロモーションでも、出演したテレビ番組やイベントでファンへのドッキリを仕掛けたり、ファンが直接マライアにインタビューできるなど、ファンとの距離が近いことでも知られている。実際に本人の発言は数十年間一貫しており、1999年に受賞したアメリカンミュージックアワード「Artist of the Decade」の受賞スピーチでは「ファンへの恩返しをします。決して忘れません。"I owe this to the fans, and I will never forget you." 」と言い、2019年にビルボードミュージックアワード「Billboard Icon Award」を受賞した際には涙を堪えながら以下のように語った。
"I've dedicated my life to my music, my saving grace, and to my fans who are unlike any other entity that I've ever known. They lifted me out of the depth of hell and brought me back with the devotion and love."
「私は人生を音楽——私にとっては神のご加護のようなもの——そしてファンたちへ捧げてきました。彼らは私が今まで知り得もしなかったような存在で、地獄の底から私を救い上げ、深い愛で立ち直らせてくれました。」

### 背景
現在では欧米やアジアを中心に、ポップアーティストのファンベースにはそれぞれ名前が付けられ、一昔前のファンクラブのような動きがSNSなどの台頭でより活発になっている（BTSのAMRYやテイラー・スフィフトのSwiftiesなど）が、2000年代前半にマライアのアメリカを中心としたファンベースが、自らを「Lamb（ラム・子羊）」と呼び始めるまではそういった呼称の存在が確認されていない。これは、90年代からマライアのバックコーラスを務め、ツアーやイベントでもいつも一緒にいる姿が見られている歌手のトレイ・ロレンツとマライアがジョークでお互いを「迷える子羊」と呼び合うことがあり、それを目にしたファンたちが真似するようになったことがきっかけだったようだ。

## ディスコグラフィ

### スタジオ・アルバム
1. マライア（1990年）
2. エモーションズ（1991年）
3. ミュージック・ボックス（1993年）
4. メリー・クリスマス（1994年）
5. デイドリーム（1995年）
6. バタフライ（1997年）
7. RAINBOW（1999年）
8. グリッター（2001年）
9. チャームブレスレット（2002年）
10. MIMI（2005年）
11. E=MC2（2008年）
12. メモワール（2009年）
13. メリー・クリスマス II ユー（2010年）
14. ミー。アイ・アム・マライア（2014年）
15. コーション（2018年）

### その他のアルバム
1. MTVアンプラグド（1992年）
2. ザ・ワンズ（1998年）
3. グレイテスト・ヒッツ（2001年）
4. ザ・リミキシーズ（2003年）
5. マライア・ザ・バラード（2008年）
6. プレイリスト:ヴェリー・ベスト・オブ・マライア・キャリー（2010年）
7. The Essential Mariah Carey（2011年）
8. #1 to Infinity（2015年）
9. マライア・キャリー ジャパン・ベスト（2018年）
10. レアリティーズ（2020年）

### 代表曲・主なシングル一覧
- 2024年時点での全世界シングル総売上は1億枚を超えている。
- 参照：RIAA（アメリカレコード協会）[86] KWORB[87]
- 認定売上とは各国のレコード協会が年度毎に算出する売上枚数である。世界売上はイギリス、ドイツ、フランス、オーストラリア、ニュージランド、オーストリア、オランダ、スイス

| 発表年 | タイトル                                 | チャート記録                                | 世界認定売上 | 全米認定売上 | 他国認定売上 | 総再生回数（2024年時点） | YouTube合算 | Spotify合算  |
| ------ | ---------------------------------------- | ------------------------------------------- | ------------ | ------------ | ------------ | ------------------------ | ----------- | ------------ |
| 1990   | Vision Of Love                           | 全米4週1位・他17チャート1位                 | 1,238,000    | 1,000,000    | 238,000      | 9800万回                 | 4100万回    | 5700万回     |
| 1990   | Love Takes Time                          | 全米3週1位・他13チャート1位                 | 1,035,000    | 1,000,000    | 35,000       | 1億回                    | 6600万回    | 3700万回     |
| 1990   | Someday                                  | 全米2週1位・他8チャート1位                  | 500,000      | 500,000      | -            | 2300万回                 | 1500万回    | 2000万回     |
| 1990   | I Don't Wanna Cry                        | 全米2週1位・他7チャート1位                  | 500,000      | 500,000      | -            | 4700万回                 | 3200万回    | 1500万回     |
| 1991   | Emotions                                 | 全米3週1位・他12チャート1位                 | 1,177,000    | 1,000,000    | 177,000      | 1億6000万回              | 7100万回    | 9700万回     |
| 1991   | Can't Let Go                             | 全米2位・カナダ3位・他11チャート1位         | 500,000      | 500,000      | -            | 3600万回                 | 1900万回    | 1700万回     |
| 1992   | I'll Be There                            | 全米2週1位・他16チャート1位                 | 920,000      | 500,000      | 420,000      | 1億3000万回              | 6700万回    | 7200万回     |
| 1993   | Dreamlover                               | 全米8週1位・他17チャート1位                 | 1,575,000    | 1,000,000    | 575,000      | 1億回                    | 4400万回    | 5700万回     |
| 1993   | Hero                                     | 全米4週1位・他7チャート1位                  | 3,675,000    | 3,000,000    | 675,000      | 6億1000万回              | 3億6000万回 | 2億5000万回  |
| 1993   | Without You                              | 全米6週3位・イギリス4週1位・他20チャート1位 | 2,535,000    | 1,000,000    | 1,535,000    | 8億5000万回              | 6億2000万回 | 2億3000万回  |
| 1993   | Anytime You Need A Friend                | 全米12位・他2チャート1位                    | 640,000      | 500,000      | 140,000      | 6100万回                 | 3800万回    | 2300万回     |
| 1994   | Endless Love                             | 全米2位・イギリス3位・ニュージーランド1位   | 1,530,000    | 1,000,000    | 530,000      | 2億7000万回              | 1億8000万回 | 9700万回     |
| 1994   | All I Want For Christmas Is You          | 全米14週1位・イギリス1位・他39チャート1位   | 26,855,000   | 16,500,000   | 10,355,000   | 35億3000万回             | 16億2000万  | 19億1000万回 |
| 1994   | Christmas (Baby Please Come Home)        | スウェーデン6位                             | 1,315,000    | 1,000,000    | 315,000      | 3億回                    | 1900万回    | 2億9000万回  |
| 1994   | O Holy Night                             | オランダ9位                                 | 1,075,000    | 1,000,000    | 75,000       | 2億5000万回              | 1億3000万回 | 1億2000万回  |
| 1994   | Santa Claus Is Comin' To Town            | オランダ1位                                 | 575,000      | 500,000      | 75,000       | 1億1000万回              | 2400万回    | 9200万回     |
| 1995   | Fantasy                                  | 全米8週1位・他22チャート1位                 | 7,045,000    | 6,000,000    | 1,045,000    | 6億回                    | 1億8000万回 | 4億2000万回  |
| 1995   | One Sweet Day                            | 全米16週1位・他19チャート1位                | 4,745,000    | 4,000,000    | 745,000      | 4億9000万回              | 3億2000万回 | 1億7000万回  |
| 1995   | Always Be My Baby                        | 全米2週1位・カナダ1位・他10チャート1位      | 6,745,000    | 6,000,000    | 745,000      | 6億9000万回              | 3億4000万回 | 3億5000万回  |
| 1997   | Honey                                    | 全米3週1位・他11チャート1位                 | 2,315,000    | 2,000,000    | 315,000      | 1億5000万回              | 8100万回    | 7700万回     |
| 1997   | Breakdown                                | ニュージーランド4位                         | 505,000      | 500,000      | 5,000        | 9800万回                 | 5400万回    | 4400万回     |
| 1997   | My All                                   | 全米1週1位・他3チャート1位                  | 2,445,000    | 2,000,000    | 445,000      | 3億4000万回              | 2億3000万回 | 1億1000万回  |
| 1998   | When You Believe                         | 全米15位・イギリス4位                       | 2,550,000    | 1,000,000    | 1,550,000    | 6億1000万回              | 4億7000万回 | 1億4000万回  |
| 1998   | I Still Believe                          | 全米4位                                     | 1,000,000    | 1,000,000    | -            | 1億1000万回              | 8600万回    | 3000万回     |
| 1998   | Heartbreaker                             | 全米2週1位・他8チャート1位                  | 1,730,000    | 1,000,000    | 730,000      | 1億8000万回              | 6800万回    | 1億2000万回  |
| 1998   | Thank God I Found You                    | 全米1週1位・他2チャート1位                  | 1,000,000    | 1,000,000    | -            | 1億回                    | 3200万回    | 7500万回     |
| 1998   | Against All Odds (Take a Look at Me Now) | イギリス1位・他2チャート1位                 | 419,000      | -            | 419,000      | 1億3000万回              | 4200万回    | 8800万回     |
| 2001   | Loverboy                                 | 全米2位・他2チャート1位                     | 631,000      | 571,000      | 60,000       | 700万回                  | 未リリース  | 700万回      |
| 2003   | I Know What You Want                     | 全米3位・他6チャート1位                     | 1,525,000    | 1,000,000    | 525,000      | 6億7000万回              | 3億5000万回 | 3億2000万回  |
| 2005   | It's Like That                           | 全米16位・他2チャート1位                    | 735,000      | 500,000      | 235,000      | 1億5000万回              | 7500万回    | 7900万回     |
| 2005   | We Belong Together                       | 全米14週1位・他20チャート1位                | 7,549,000    | 7,000,000    | 549,000      | 11億7000万回             | 6億3000万回 | 5億4000万回  |
| 2005   | Shake It Off                             | 全米6週2位・他5チャート1位                  | 1,535,000    | 1,500,000    | 35,000       | 1億8000万回              | 8000万回    | 1億回        |
| 2005   | Don't Forget About Us                    | 全米2週1位・他6チャート1位                  | 1,500,000    | 1,500,000    | -            | 1億3000万回              | 8600万回    | 4600万回     |
| 2008   | Touch My Body                            | 全米2週1位・他4チャート1位                  | 4,320,000    | 4,000,000    | 320,000      | 4億3000万回              | 2億3000万回 | 2億回        |
| 2008   | Bye Bye                                  | 全米19位                                    | 1,000,000    | 1,000,000    | -            | 1億7000万回              | 1億2000万回 | 5600万回     |
| 2009   | Obsessed                                 | 全米7位・他2チャート1位                     | 3,235,000    | 3,000,000    | 235,000      | 5億7000万回              | 2億4000万回 | 3億3000万回  |
| 2009   | I Want To Know What Love Is              | ブラジル27週1位・他4チャート1位             | -            | -            | -            | 2億5000万回              | 2億1000万回 | 4100万回     |
| 2009   | Angels Cry                               | 未リリース                                  | -            | -            | -            | 2億1000万回              | 1億7000万回 | 4100万回     |
| 2010   | Oh Santa!                                | 全米ACチャート1位・他3チャート1位           | -            | -            | -            | 2億1000万回              | 8400万回    | 1億3000万回  |
| 2013   | #Beautiful                               | 全米15位・他1チャート1位                    | 2,277,500    | 2,000,000    | 277,500      | 1億8000万回              | 7900万回    | 1億1000万回  |

### ビデオ / DVD
- ファースト・ヴィジョン The First Vision（1991）
- ヴィジョン・オブ・ライヴ MTV Unplugged +3（1992）
- Here Is Mariah Carey（1993）
- Fantasy: Mariah Carey at Madison Square Garden（1996）
- アラウンド・ザ・ワールド Around The World（1999） - ライブ&ドキュメンタリー
- ザ・ワンズ #1's（2000） - PV集
- アドベンチャーズ・オブ MIMI The Adventures of Mimi（2007） - ライブ。Blu-ray Discでも発売

### 全米1位・ビルボードチャートに関するデータ・ギネス記録など
- 4つの年代（1990年代、2000年代、2010年代、2020年代）に渡り1位を獲得した史上初かつ唯一のアーティスト。
- ビルボード年間シングル・アルバム共にNo.1を1993年、1995年、2005年と3回達成した唯一のアーティスト。
- 全米首位獲得数は19曲で、歴代2位。（首位はビートルズの20曲。ソロアーティストとしては歴代1位）
- 全米首位獲得週91週。（歴代1位 - 2位は79週のエルビス・プレスリー、3位は60週のリアーナ、4位は59週のビートルズ、5位は54週のドレイク）
- 作曲家として全米1位を18曲持ち、女性としては歴代1位。（全体では、ポール・マッカートニー、ジョン・レノン、マックス・マーティンに次いで歴代4位）
- プロデューサーとして全米1位を15曲持ち、女性としては歴代1位。（全体では歴代４位）
- 全米TOP5シングル獲得数は27曲。（歴代2位）
- 全米TOP10シングル獲得数は28曲。（歴代6位）
- 全米TOP100シングル獲得数は46曲で女性アーティストとして歴代6位。
- 1990年〜2000年の11年間毎年1位獲得。ギネス世界記録となっている。（毎年最低1回はシングルが全米No.1になっている。1994年は「Hero」が年越しで獲得している）
- シングル2曲連続（「Fantasy」&「One Sweet Day」)の全米チャート初登場1位獲得は史上初。
- デビューからリリースしたシングルが5曲連続でNo.1を獲得。（史上初）
- デビューからリリースしたシングルが11曲連続でTOP10入りを果たす。（女性アーティストとして歴代1位）
- ビルボードでの全てのチャートにおいてのNo.1の獲得数は136回で歴代1位。
- 全米で12作のシングルがプラチナム（100万枚）を記録。（女性アーティストとして歴代1位）
- Boyz II Menとのデュエット曲「One Sweet Day」は1995年から1996年にかけてBillboard Hot 100で16週連続1位のギネス記録。2019年、リル・ナズ・X and Billy Ray Cyrus "Old Town Road"の19週に記録を更新されるまでの約23年もの間、最長記録を保持。
- 1枚のアルバムからのシングルのみで25週以上全米チャート1位を記録した唯一の女性アーティスト。
- 1枚のアルバムから4曲の全米No.1を記録した4人目の女性ソロアーティスト。（ホイットニー・ヒューストン、ポーラ・アブドゥル、ジャネット・ジャクソン）
- 2006年にビルボード主催の過去13年間で最も素晴らしい歌詞の曲で「We Belong Together」が1位に選ばれる。
- Billboard Hot 100 AirplayでのNo.1の獲得期間は93週。（歴代1位）
- 全米No.1アルバム数は6作。（女性アーティストとして歴代4位）
- 全米TOP10アルバム獲得数は18作。（女性アーティストとして歴代3位）
- 日本でも有名なクリスマスソング「All I Want For Christmas is You」（恋人たちのクリスマス）は、アメリカではクリスマスソングとして史上初のデジタルセールス200万件を超える大ヒットを記録。
- 2005年に発売された「We Belong Together」は、2000年代（過去10年間）アメリカで最もヒットした曲としてビルボードより1位に選ばれた。
- 2005年に発売された「We Belong Together」は米ラジオ局での1日のエアプレイ数と1週間のエアプレイ数がそれぞれBDS史上最大の3,280回、22,300回を記録。（史上最高記録）
- ビルボードチャートの9つものチャートでの第1位を同時に獲得した唯一のアーティスト。
- 1995年に発売されたOne Sweet Dayは、90年代（1990年から1999年の10年間）アメリカで最もヒットした曲としてビルボードより1位に選ばれた[88]。
- 1990年代、2000年代と2つの年代で過去10年間のアメリカ最大のヒット曲1位の曲を持っているのはマライアのみである。（1990年代総合1位は「One Sweet Day」、2000年代総合1位は「We Belong Together」）
- 1990年から2000年までの10年間で最もセールスを記録したアーティスト。
- ビルボードのHoliday Digital Songsチャートにて1、2位を独占した史上初のアーティスト。
- ビルボードより全米人気ホリデイソングが発表され、「All I want For Christmas is You」が1位に選ばれた。

## コンサートツアー
- 1993年 Music Box Tour
  - アメリカ
- 1996年 Daydream Tour
  - 日本、ドイツ、オランダ、フランス、イギリス
- 1998年 Butterfly Tour
  - 日本、台湾、オーストラリア、アメリカ
- 2000年 Rainbow Tour
  - ベルギー、イタリア、ドイツ、フランス、イギリス、スペイン、日本、シンガポール、アメリカ、カナダ
- 2003年 - 2004年 Charmbracelet Tour
  - 韓国、日本、アメリカ、カナダ、ロシア、スウェーデン、オランダ、ドイツ、オーストリア、スイス、イギリス、フランス、イタリア、中国、フィリピン、インドネシア、タイ、マレーシア、レバノン、アラブ首長国連邦
- 2006年 The Adventures of Mimi Tour
  - チュニジア、アメリカ、カナダ、日本
- 2009年 Live at The Pearl
  - アメリカ（ラスベガスにあるThe Pearl Concert Theatreでの限定4日間のプロモーションコンサート）
- 2009年 - 2010年 The Angels Advocate Tour
  - アメリカ、カナダ、ブラジル、シンガポール
- 2014年 The Elusive Chanteuse Show
  - 日本、韓国、中国、マレーシア、シンガポール、台湾、フィリピン
- 2014年・2015年 All I Want For Christmas Is You, A Night of Joy & Festivity
  - アメリカ（ニューヨークにあるビーコン・シアターでの12月限定のクリスマスコンサート）
- 2015年 - 2017年 Mariah Carey #1's
  - アメリカ（ラスベガスにあるシーザーズ・パレス・コロシアムでの長期コンサート）
- 2016年 The Sweet Sweet Fantasy Tour
  - ヨーロッパ各国、南アフリカ共和国、南アメリカ各国、アメリカ
- 2016年 - 2022年 Merry Christmas to All!
  - アメリカ（ニューヨークにあるマジソンスクエアガーデンなど）
- 2018年 The Butterfly Returns
  - ラスベガス・シーザーズ・パレスでの定期公演
- 2018年 Mariah Carey: Live in Concert
  - マレーシア、台湾、マカオ、中国、フィリピン、日本、インドネシア、タイ
- 2019年 Caution World Tour
  - アメリカ、カナダ

### 来日公演
- 1996年 Daydream Tour
  - 3月7日、10日、14日・東京ドーム
  - 3月7日は、ワールドツアー初日
- 1998年 Butterfly Tour
  - 1月11日、14日、17日、20日・東京ドーム
  - 1月11日は、ワールドツアー初日
- 2000年 Rainbow Tour
  - 3月4日・大阪ドーム、3月7日、9日・東京ドーム
- 2003年 Charmbracelet Tour
  - 6月24日、26日・大阪城ホール、6月29日、7月1日・マリンメッセ福岡、7月3日・広島サンプラザ、7月6日、8日、10日・日本武道館、7月13日、15日・名古屋レインボーホール
- 2006年 THE ADVENTURES OF MIMI　"THE VOICE, THE HITS, THE TOUR"
  - 10月16日・日本武道館（追加公演）、10月18日・名古屋レインボーホール、10月20日、21日・さいたまスーパーアリーナ、10月24日、25日・大阪城ホール
  - 10月25日は、ワールドツアー最終日
- 2014年 The Elusive Chanteuse Show
  - 10月4日・幕張メッセ国際展示場7・8ホール、10月6日・横浜アリーナ
  - 10月4日は、ワールドツアー初日
- 2018年 Live in Concert
  - 10月29日・大阪市中央体育館、10月31日、11月1日・日本武道館

日本でのコンサートツアーは今までに7回行われており、北米以外を含むワールドツアーでは、頻繁に日本公演を行っている。
また来日公演の際には、（2014年以外）必ずアンコールの最後で「恋人たちのクリスマス」が歌われている。これは、同曲が日本で大ヒットしたことを受け、マライア自身が日本のファンに向けていつもアンコールの最後に歌っているものであり、12月に行われる他国の公演を除いては、日本公演独自の演出となっている。

## 女優としての活動

### 出演映画作品
- プロポーズ The Bachelor（1999年）
- グリッター きらめきの向こうに Glitter（2001年）
- WiseGirls（2001年）
- Death of a Dynasty（2003年）
- State Property 2（2005年）
- エージェント・ゾーハン You Don't Mess with the Zohan（2008年）
- Tennessee（2009年）
- プレシャス Precious（2009年）
- 大統領の執事の涙 Lee Daniels' The Butler（2013年）
- A Christmas Melody（2015年） - 自身初の監督作品。
- Popstar: Never Stop Never Stopping（2016年）
- レゴバットマン ザ・ムービー The Lego Batman Movie（2017年） - アニメ映画、声の出演

### テレビ
- Ally McBeal（2002年） - テレビドラマ
- The Proud Family（2003年） - テレビアニメ（声の出演）
- アメリカン・ダッド American Dad!（2013年） - テレビアニメ（声の出演）

### CM
- 英会話AEON（1998年）[89]
- ネスレ日本「ネスカフェ・サンタマルタ」（2000年）
- Machine Zone「Game of War」（2015年 - ） - 「Hero」をCMソングとしても使用。